# Cyclopes catellus
Cyclopes catellus és una espècie de pilós de la família dels ciclopèdids. És endèmic del centre de Bolívia. El seu hàbitat natural són probablement els boscos dels vessants andins. L'holotip tenia una llargada de cap a gropa de 180 mm i la cua de 205 mm. Es diferencia dels seus congèneres per l'absència de ratlla dorsal i la presència d'una ratlla ventral ben desenvolupada, així com el seu to marronós.